# トヨタ・スターレット
スターレット（STARLET）は、トヨタ自動車が製造・販売している乗用車である。

## 初代 KP4#/5#型（1973年 - 1978年）
1973年（昭和48年）4月、2代目パブリカのスポーティな上級シリーズとしてパブリカスターレットの名称で登場（1,000cc：KP45、1,200cc：KP47）。従来の2代目パブリカもラインナップを整理した上で併売される。初代セリカで好評を博した「フルチョイスシステム」にならい、やや簡略化した「フリーチョイスシステム」を採用した。
ボディは2ドアのファストバッククーペで、直線的なエクステリアデザインは曲面が主流の当時の日本車としては新鮮なものだった 。搭載エンジンは、パブリカと共通の2K型1,000 ccと3K型1,200 ccの2種類で、1,200 ccはシングルキャブレター（68馬力）とツインキャブレター（74馬力）の2種が用意されていた。
モータースポーツではサーキットレースをはじめ、ラリー、ジムカーナ、ダートトライアルなどに広く用いられた。中でも、富士スピードウェイのマイナーツーリングレースでは日産・サニー（B110型）、ホンダ・シビック（SB1型）との熾烈なバトルが繰り広げられた。TRDからは各種の競技用部品も市販されたほか、一部の有力チームにはDOHCヘッドを持つスペシャルエンジン「137E」も供給された。
1973年5月、ダイハツ工業へ「コンソルテクーペ」として供給開始。
1973年10月、4ドアファストバックセダン（1,000 cc：KP40 / 1,200 cc：KP42）が追加され、同時にパブリカの冠が外れてスターレットの単独ネームとなる。
1976年2月、マイナーチェンジを実施。昭和51年排出ガス規制に適合しない1,000 ccと1,200 ccのツインキャブレター仕様を廃止。1,200 ccのシングルキャブレター仕様（64馬力）のみに整理され、型式もB-KP51系となった。発売以来設定されていた「フリーチョイスシステム」もこのマイナーチェンジで廃止されている。
1976年9月、パブリカとともに2速AT車が追加された。

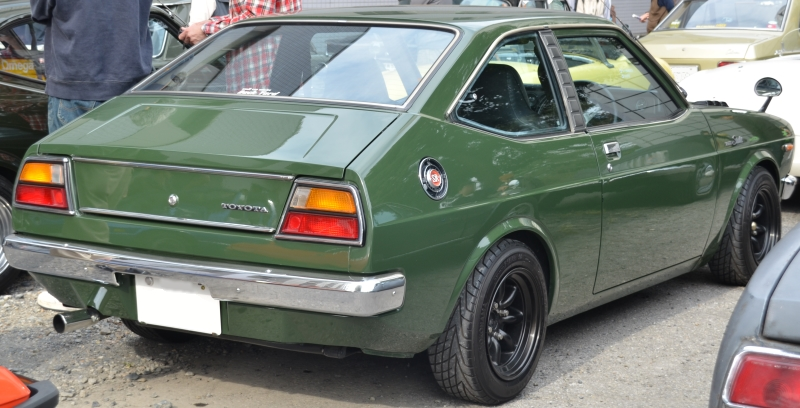
クーペ リア
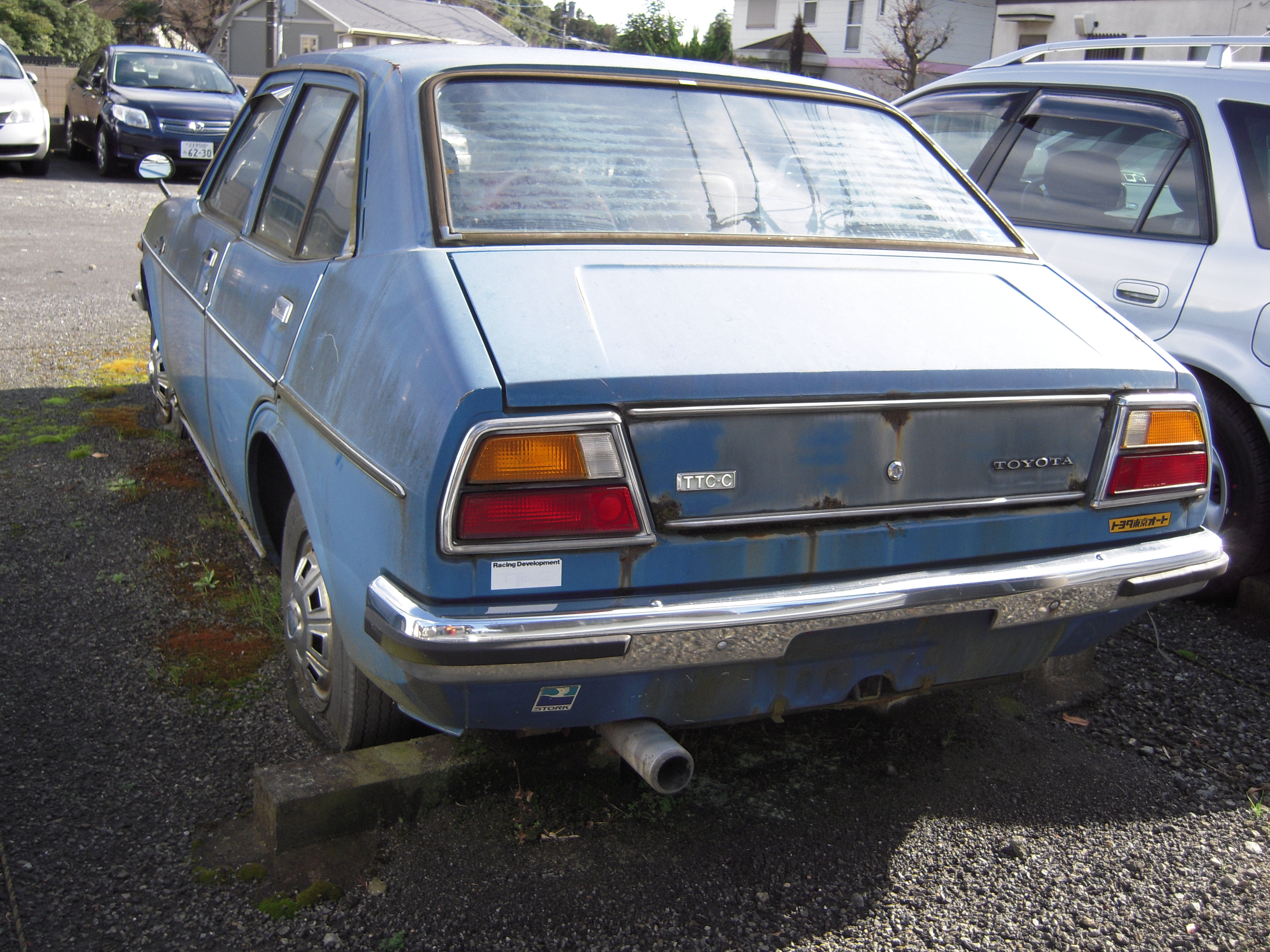
セダン リア

## 2代目 KP6#型（1978年 - 1984年）
1978年2月にフルモデルチェンジ。2ボックススタイル（ショートファーストバック）のハッチバックに転換し、エンジンは先代モデルに用いられていた3K型の排気量をアップした4K-U型（1,300 cc・72馬力）へ変更された。通称は排気量に由来する「1300スターレット」で、カモシカ風のエンブレムを冠した最後のモデルでもある。
同時期の大衆車たるライバルが前輪駆動（FF）化を進めていた中で、本車種は引き続き後輪駆動（FR）を採用した。プラットフォームはカローラ30系を改変したものである。このクラスで初めて全車にフロントディスクブレーキを標準装備したモデルであり、衝撃吸収ステアリングやヘッドランプクリーナーといった装備が充実していた。
リアアクスルは固定車軸ながら、先代のリーフリジッドから4リンク+コイルスプリングに変更されるが、後発のバンのみはリーフリジットを採用する。ロックトゥーロック3回転のラック&ピニオン式ステアリングギアボックスを採用（ちなみに同社としてはトヨタ・2000GT以来の採用となる）。
発売時のグレード構成は、木目調インテリアやヘッドランプクリーナーなどの高級装備を奢った「SE」（上級車種のカローラとスプリンターにも設定されていたグレード名。）、スポーツサスペンションなど走りを意識した装備の「S」、標準的な装備の量販グレード「XL」、ベースグレードの「DX」、廉価版の「スタンダード」となっており、スタンダード以外は3ドアと5ドアが選択できた。
1978年10月、パブリカバンの後継車として、リアオーバーハングを延長したスターレット5ドアバン(KP61 / 62V)が追加された。バンのみリアサスペンションはリーフリジッドで、エンジンも当初はパブリカ時代と同じ1.2Lの3K型（3K-U、3K-HJ 1976年1月 - 1977年8月）が搭載されていたが、1982年1月に1.3Lの4K-J型（KP61V）に変更されている。
1979年3月、一部変更。4K-Uエンジンの改良および排出ガス浄化システムの改良により、燃費、ドライバビリティー（運転性）、サービス性が向上（4K-U搭載の4代目・E7#型系カローラ/スプリンターの発売に伴う同時改良）。
1980年5月、中期型へマイナーチェンジ。ヘッドランプが前期型の丸型2灯から角型2灯になり、同時に女性仕様の「リセ」が追加されている。バンのヘッドランプのみは角型のライトベゼルに丸型ランプが入っている。足回りは、フロントサスペンションにオフセットコイルスプリングを採用し、乗り心地を改良。
1981年8月、マイナーチェンジ。吸気系統の変更で、運輸省届出型式は4K-Uのまま、カタログ表記がLASRE 4K-II に変更され、AT車も従来の2速から3速に変更された。廉価グレードのDX-Aに、自動アイドリングストップ機能の「エコランシステム」が設定されていた。一部意匠変更。
1982年8月、後期型へマイナーチェンジ。車幅灯がヘッドランプの横に移動（コーナーマーカー化）し、ハッチバックの開口面積が拡大され、インパネのデザインが大幅に変更されている。また、バンのヘッドランプも角形2灯に変更される。電子燃料噴射方式（EFI）仕様の4K-EU搭載車も設定され、全グレード駆動系を強化、デフサイズが142mmから6インチに拡大。
1983年4月、ドアミラー仕様車を追加設定。
1980年代にはこのクラスはFFが主流となったことから、FRである本モデルは中古車価格の値下がりも早く、またアフターマーケットパーツも豊富に存在したことから、1980年代から1990年代にかけて競技用として普及し、レースやラリーで盛んに使用され、走り屋にも人気があった。かつてはマイナーツーリング仕様のワンメイクレース「スターレット・グランドカップ」が存在した他、少数ながら初期の全日本ツーリングカー選手権に参戦した実績がある。
ラック&ピニオン方式を用いたクイックレシオのステアリングギアボックスや、フロントディスクブレーキが全車標準装備であったことから、競技用ベース車には廉価グレードも広く用いられた。
1981年にはTeam ACPによりパリ=ダカールラリーに参戦、時間外ながらも完走を果たしている。後に最年少WRC王者となるカッレ・ロバンペラも、幼い頃からスターレットでドリフトしながらFR車の経験を積んだ。

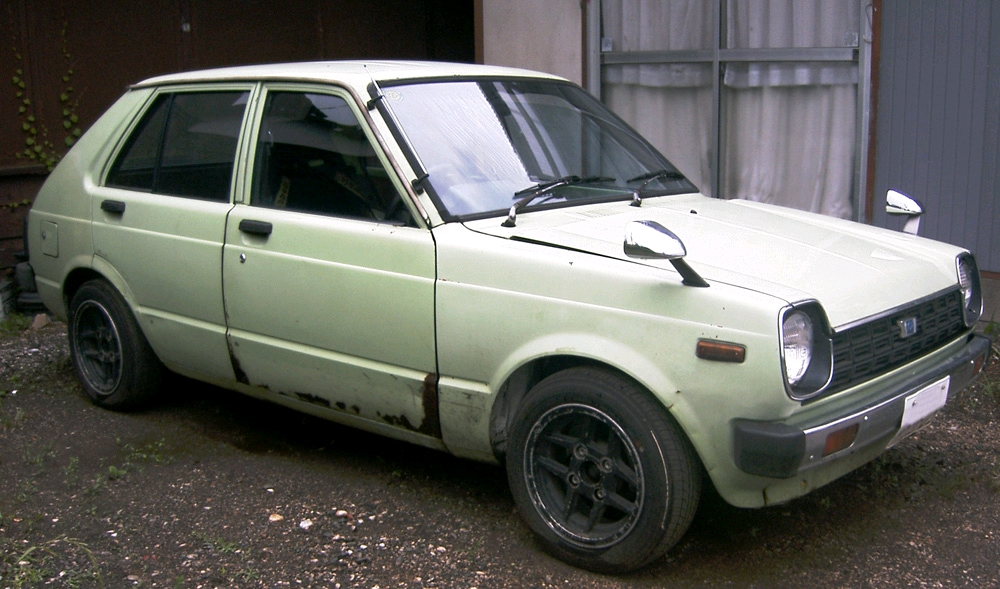
前期型 5ドア DX（日本仕様）
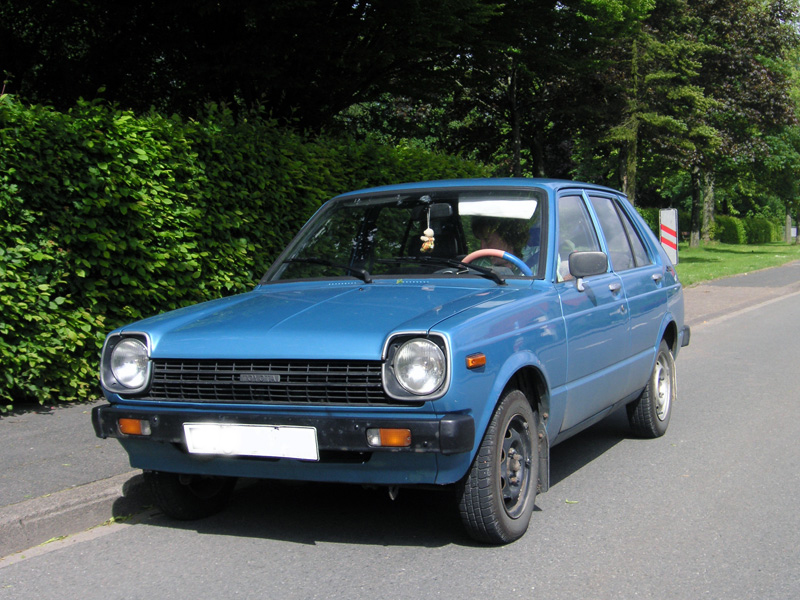
前期型（欧州仕様）
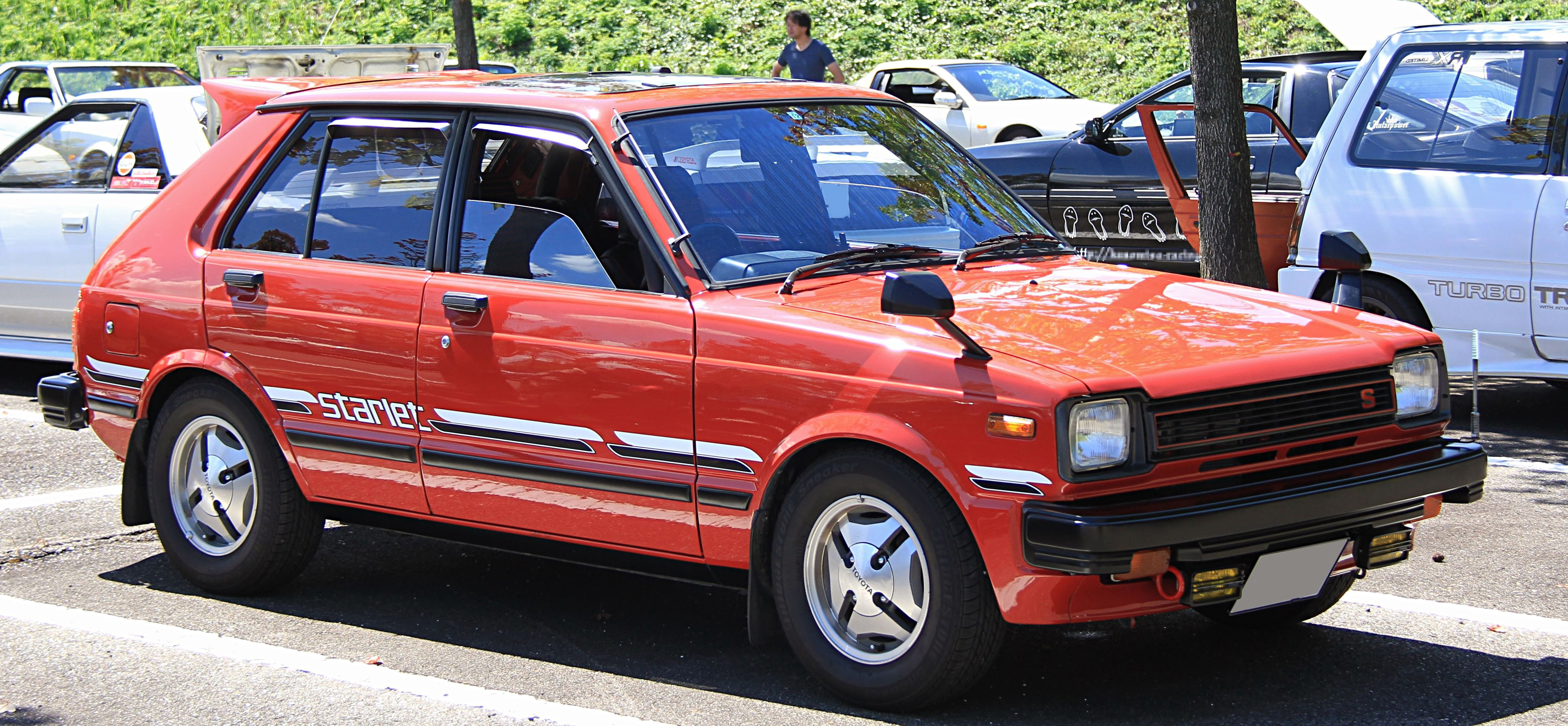
中期型 5ドア S（日本仕様）
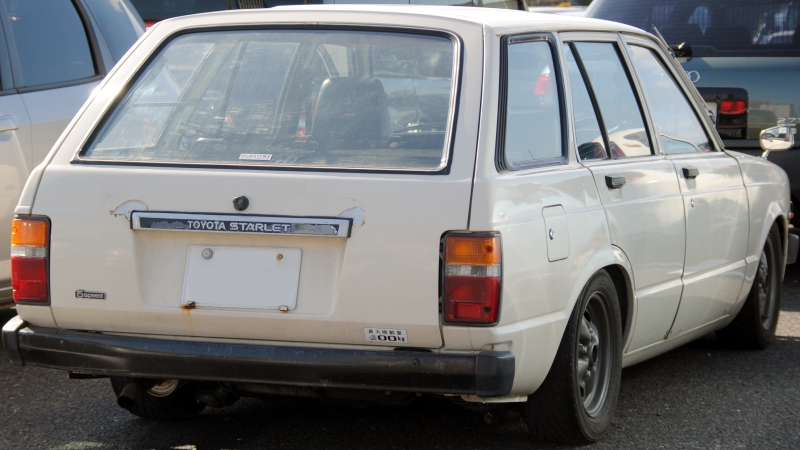
後期型 バン DX
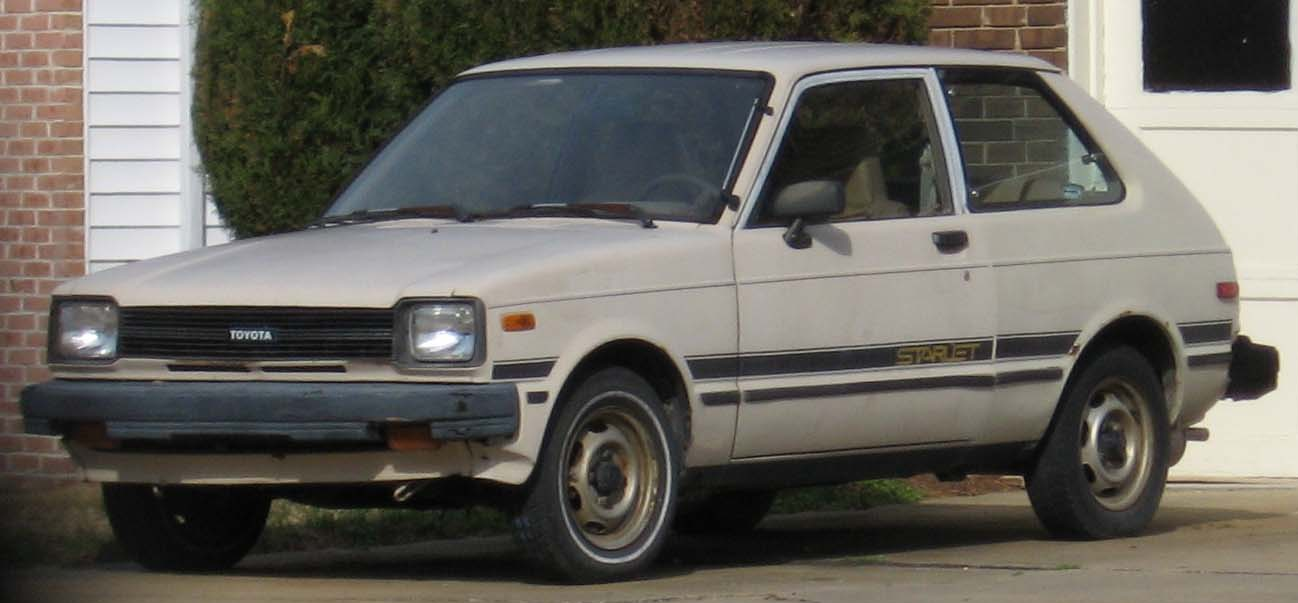
後期型（北米仕様）
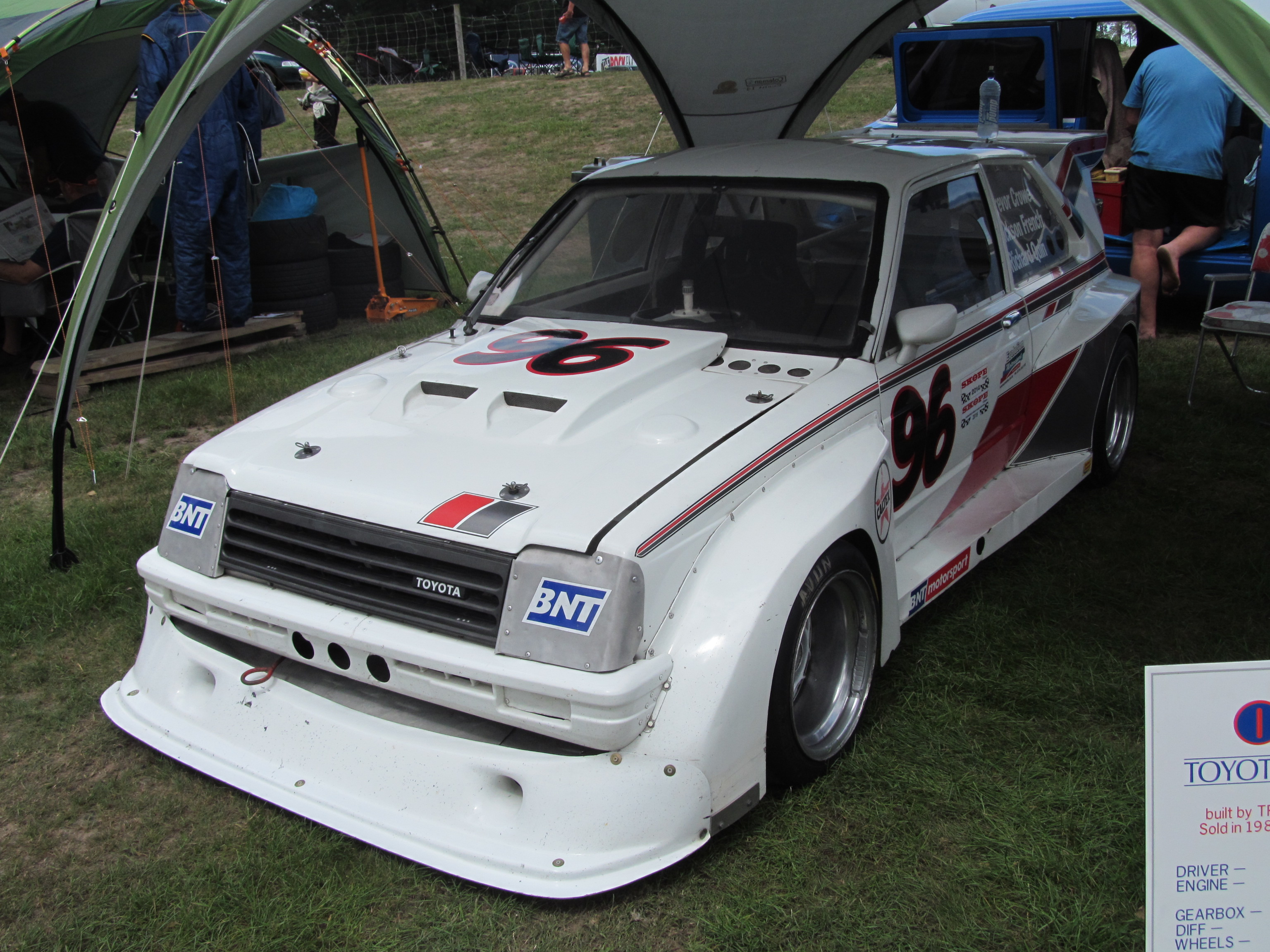
NZのレース仕様。ローバー製4.0リッターV8エンジンを搭載し、「手榴弾」の異名を取った。

## 3代目 EP7#/NP70型（1984年 - 1989年）
1984年10月1日にフルモデルチェンジ。ターセル/コルサの実績を踏まえ、駆動方式を横置きエンジンによる前輪駆動（FF）に転換。フロントサスペンションは一般的なマクファーソン・ストラットであるがロアアームの部分がFFレイアウトに合わせる形でそれまでのI字型ロアアームからE80系カローラ/スプリンター用と同一のL字型ロアアームに刷新され、リアサスペンションは簡潔なトレーリングツイストビーム（アクスルビーム）として、可動箇所と部品点数を極力減らす構成とした。また、バンモデル（EP76V）は先代とは異なり、乗用モデルの3ドアハッチバックと同じ車体を採用した。
ガソリンエンジンの排気量は1.3Lで、クロスフロー・バスタブ形燃焼室を採用した直列4気筒SOHC12バルブの2E型を搭載（3ドアRiと3ドア/5ドアSiには2E-ELU型が搭載された。また欧州仕様には1.0Lの1E型が存在する）。デラックスは受注生産でリーンバーンエンジンの低燃費スペシャル「パーシャルリーンシステム仕様」が設定されていた。3速ATも時流に合わせ多くのグレードに設定されたがRi～Siリミテッド、乗用最廉価グレードのSTD、バンのCD-Lは当初は設定されなかった。4速MTは2Eの新開発の「新V型キャブレター」車に設定。1987年にパブリカ、スターレットを通して初となる、
モータースポーツ向けグレードとしては、Ri（自然吸気）・ターボRというグレードが用意されていた。元々のスポーツグレードであるSi・ターボSに比べると、無塗装バンパー、商用グレード並みの内装など、快適装備類が削られ、より競技車両への改造が容易になっていた。先代までの跡を継ぎ、サーキットレースをはじめ、ジムカーナやダートトライアルまで幅広い競技にエントリーした人気車種であった。
1985年1月、お買い得価格の特別仕様車「ソレイユ」を追加。1986年1月にはカタログモデルに昇格し、1987年1月のマイナーチェンジ以降はエアコンとカラーバンパーを装備した特別仕様車の「ソレイユL」が度々限定販売された。
1986年1月、ターボモデル（105馬力）を追加。バンパー組み込みフォグランプ内蔵大型エアロ風バンパーとボンネット上のエアスクープが識別点。「スタタボ」の愛称で親しまれ、「韋駄天」「かっ跳び」などホットハッチとしての異名も持つ。
1987年1月、マイナーチェンジ。1.5L 1N型ディーゼルエンジン搭載車（型式名：NP70）を追加。ターボ以外のモデルはバンパーがやや大型化され、フロントグリルの変更を受ける。同時にEFI仕様車に4速ATを追加。DX-Aは廃止。
1987年12月、ターボモデルがマイナーチェンジ。フロントグリル形状変更に伴い、バンパー下部のフォグランプをグリル埋込み仕様へ変更。エンジンは制御機能の追加等で最高出力を110馬力に向上させた。同時に乗用最廉価グレードのSTDがソレイユに統合される形で廃止となった。
1988年4月、Siとソレイユにキャンバストップ仕様を追加。

## 4代目 EP8#/NP80型（1989年 - 1996年）
1989年12月19日、フルモデルチェンジ。CMキャラクターにはレピッシュが、CMソングには彼らが歌う「パヤパヤ」がそれぞれ起用された。キャッチコピーは「青春のスターレット」。
衝突安全ボディー「CIAS（サイアス）」を採用。1.3LエンジンはSOHC12バルブから、ハイメカツインカムII（DOHC16バルブ）となる（最高出力はキャブレター仕様（4E-F）が82PS、EFI（4E-FE）が100PS、GTのターボ仕様（4E-FTE）が135PS）。1.5Lディーゼルエンジン（1N）は55PSである。スターレット初の4輪ディスクブレーキをGTに搭載し、オプションのABSはクラス初の設定である。先代まで続いた4ナンバー登録の商用モデルは廃止された。上級グレードのガソリン車は車体側面に「16VALVE EFI」又は「16VALVE」の文字が添えられた。1989年販売型にのみ見られる特徴として、リヤコンビランプの上にトヨタのCIマークと TOYOTA のエンブレムが併設されている。
型式名は、前輪駆動モデルはEP82、四輪駆動モデルはEP85、ディーゼルエンジンモデルはNP80。このモデルから全てのガソリンエンジンがDOHC化（1N型ディーゼルエンジンのみSOHCを継続）され、1気筒あたり4バルブとなった。
初期のGTはシャーシに対して出力が上回っていたため、アクセルを踏み込むと強いトルクステアやホイールスピンを生じる事から、しばしば「じゃじゃ馬」的な車と評された。後のマイナーチェンジで足回りやブースト圧が見直され、トルクステアもやや落ち着いたものとなる。ターボエンジンモデルもさることながら、NAエンジンモデルも歴代最高の出力を誇ったことや価格の低さを買われてレースに多用されている。例えば、富士スピードウェイで行われている富士チャンピオンレースのN1400クラスや筑波サーキットで行われている筑波シリーズのTTC1400クラス（いずれも排気量1.4L以下の市販車をベースとしたN1レース）は、2023年現在、事実上このEP82型のワンメイクレースとなっている。
1989年販売型は、SiはEFI仕様100PSで5MT/4AT、S・キャンバストップ・X-Limitedが電子制御キャブレター仕様で5MT＆3AT、ソレイユ系は電子制御キャブレター仕様で4MT/3ATという組み合わせだったが、中期型からは全グレードでガソリンエンジンがEFI化したのに伴い、SiはSに改称のうえ（iはinjectionのiのため）統合された。4WD車とディーゼル車は、ソレイユ系でも5MT/4ATが組み合わされる。
特別仕様車は、1992年改良型にGTリミテッド、ソレイユL "Memorial"、ソレイユL "Can"、1994年改良型にソレイユL "Jeans Package" 等があった。ソレイユ系の特別仕様車はいずれも、手動調整/可倒式カラードドアミラー、運転席ワンタッチ式パワーウィンドウ＆電磁式パワードアロック、大型ドアトリム、ラジオレス+2スピーカー、X-Limitedと同意匠のフルホイールキャップ、リヤドアのアームレストが特別装備として用意されていた。Canは電動系の装備は付かないがエアコン、ストライプ、防眩インナーミラーが標準装備された。カタログモデルのソレイユL（3/5ドア）はセミキャップ付スチールホイールとストライプテープ式の車名・グレード名ロゴ、2本スポークのウレタン製ステアリング・ホイール、ヘッドレストなしリヤシートが特徴である。廉価グレードでありながら、中期型から運転席ワンタッチ式パワーウィンドウ&電磁式パワードアロックがメーカーオプション設定されていた。最廉価グレードのソレイユは、当時のカローラバン/スプリンターバンよりも小さく取り回しの良いビジネスカー（いわゆる営業車）を求める法人需要に応えるグレードとしてのポジショニングもあり、センターキャップ付スチールホイール+155-SR13タイヤ、AM電子チューナーラジオ＋1スピーカー、手動開閉式ドアガラス、可倒式ドアミラー（他グレードのものとは意匠が異なる）などの必要最低限の装備に絞られ、フロントワイパーはOFF/LO/Hiと2段階の設定であった。マニュアルエアコンはディーラーオプション設定であった。リヤワイパー、リヤウィンドゥデフォッガー、4-ABS、運転席SRSエアバッグ、フォグランプ、パワーステアリング、デジタル時計、トノカバーなどの設定はなかった。
一部特別仕様車を除いて、GTはパワーウィンドウ&パワードアロック、エアコン、フルホイールキャップはすべてオプション設定。
1990年8月、ソレイユLとXリミテッドに4WDモデルを追加、リアシート3点式シートベルトを全車にオプション設定、キャンバストップ系とソレイユ系にも4輪ABSを設定するなど一部装備を向上させた。
1992年1月、マイナーチェンジ。フロントバンパー、グリルの意匠変更とGT、Gi、S、Xリミテッドにバックドアにリアコンビランプを横長に見せるガーニッシュが追加され、更にソレイユLには1989年販売型には非装備となっていたトリップメーターが、Xリミテッドには1989年販売型には非装備となっていたタコメーターがそれぞれ標準装備となった。ガソリンエンジン全てがインジェクション仕様となり出力が向上、このため一部グレードの見直しが図られた。全車に運転席SRSエアバッグとABSがメーカーオプションで設定され安全性の向上が図られた。ガソリン車の車体側面のサイドドアプロテクションモール、ソレイユ系のストライプテープ、の上に「16VALVE EFI」のロゴタイプが添えられた。
1994年5月、マイナーチェンジ。同時に特別仕様車「ソレイユL "Jeans Package" 」を発売。CMキャラクターとして女性ミュージシャンのCHARAを起用。CMソングには、CHARAの「あたしなんで抱きしめたいんだろう?」と山下久美子の「スウィート・ガールズ・パレード」が起用された。6年間続いたキャンバストップの生産・販売終了。
1995年12月、生産終了。在庫対応分のみの販売となる。
1996年1月、5代目にバトンタッチして販売終了。
4WDモデル改FRドリ車仕様が雑誌「ドリフト天国」によって制作された。モチーフはKP61型でフェンダーミラーがついている。

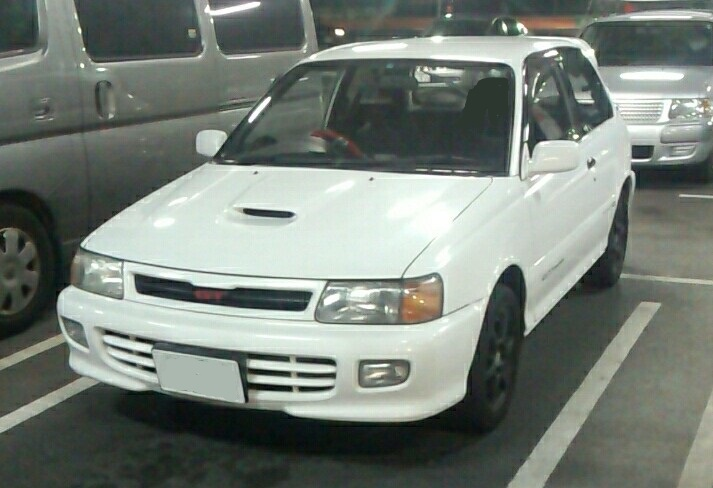
1989年販売型 3ドア 1.3 GT
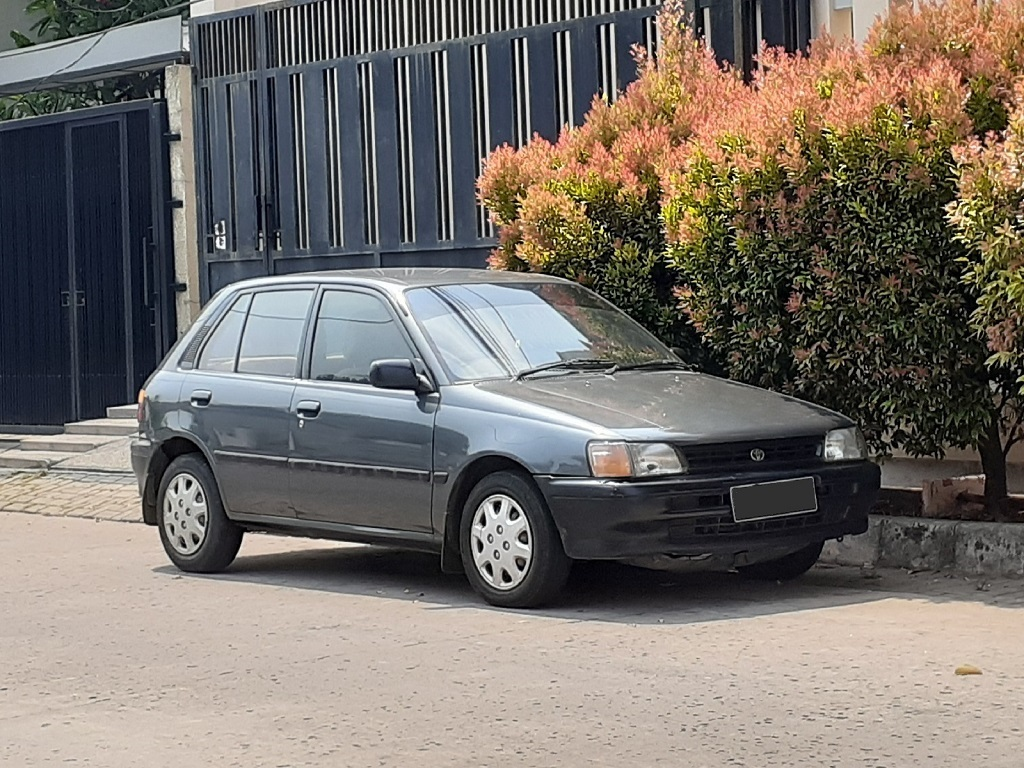
1991年販売型 5ドア 1.3 SE (インドネシア)
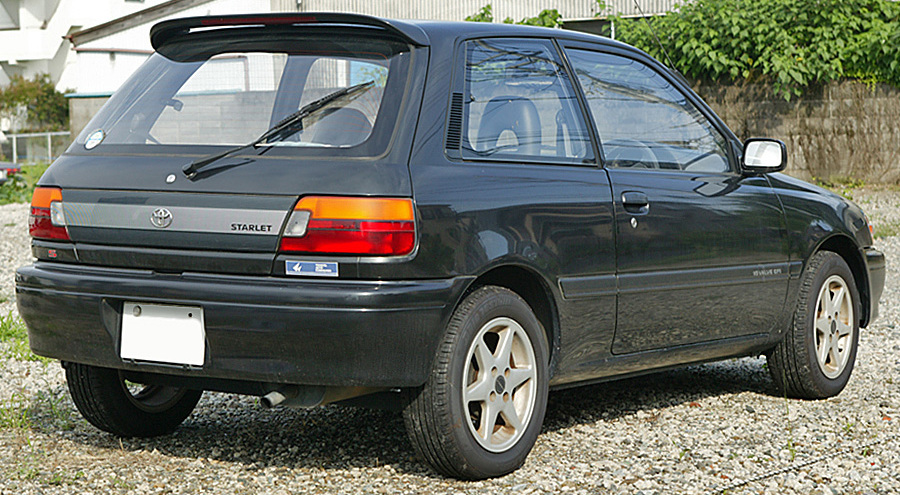
1992年改良型 3ドア 1.3 S リア
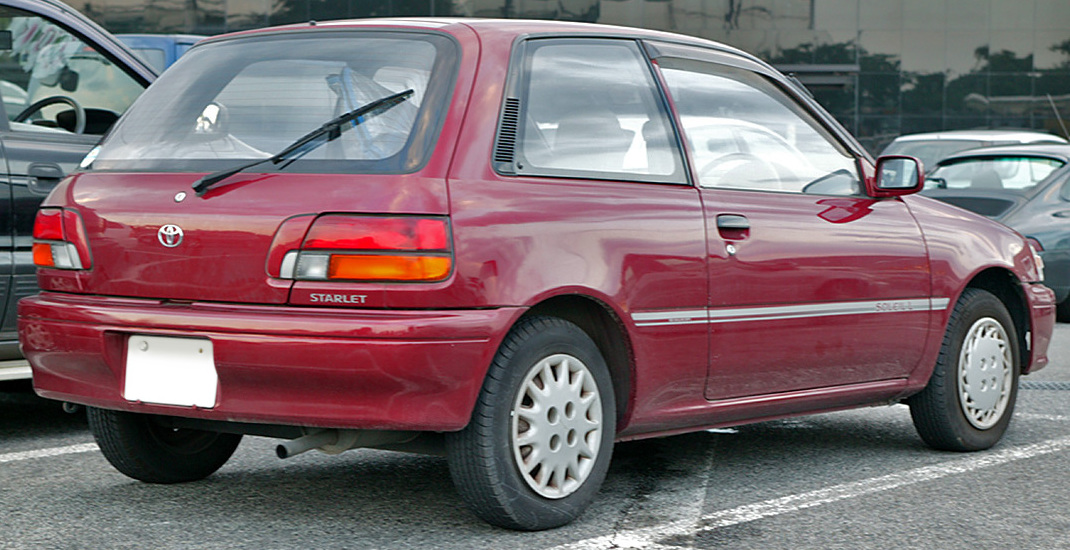
1994年改良型 3ドア 1.3 ソレイユL リア
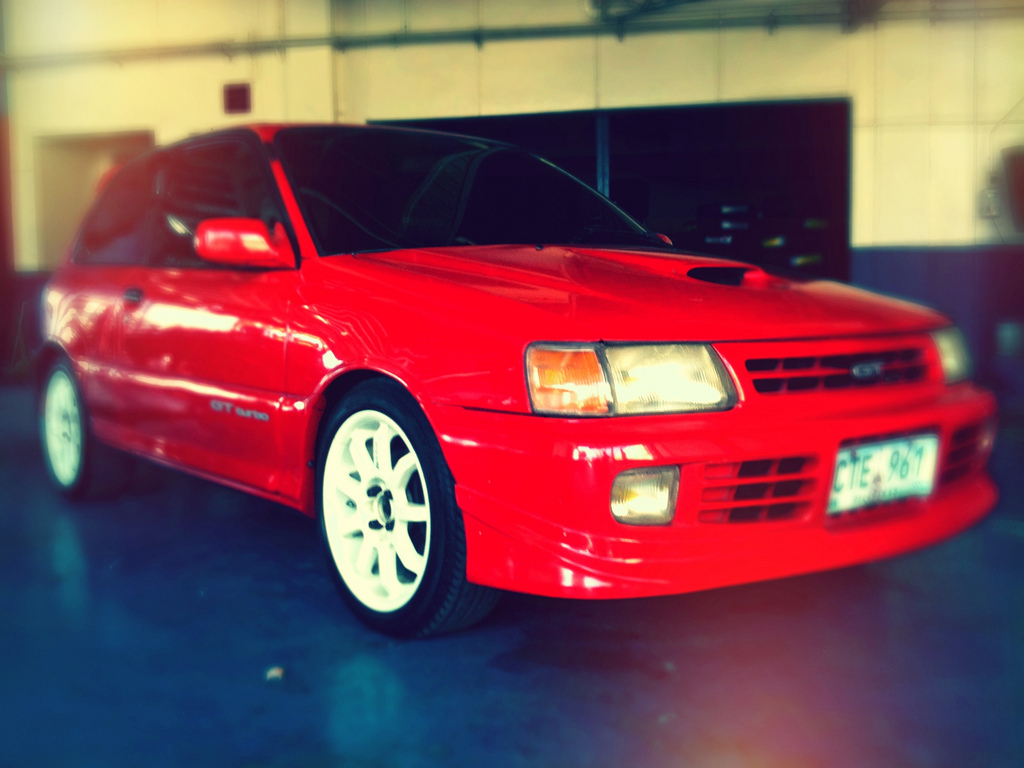
GTターボ。EP82、欧州仕様

## 5代目 EP9#/NP90型（1996年 - 1999年）
1996年1月6日、フルモデルチェンジ(発表は1995年12月末)。CMは加藤紀子と蛭子能収が起用された。キャッチコピーは「わたしのケライ」。衝突安全ボディ、“GOA”となる。型式名は前輪駆動モデルはEP91、四輪駆動モデルはEP95、ディーゼルエンジンモデルはNP90。
このモデルよりエアバッグやABSを標準装備とし、当時のコンパクトカーとして安全への配慮も十分に行われた。特にシートベルトプリテンショナー／フォースリミッターは当時かなりのコストが掛かるため、高級セダン以外は装備が進んでいるとは言えなかったが、ターセル兄弟ともども1997年にクラス初として標準装備されただけでなく、先代まで最廉価グレードで省略されていたトリップメーターもこのモデルでようやく標準装備となった。
通常モデルはルフレという名称になり、3ドアと5ドアが設定された。EP82型搭載のEFIエンジンと同型式だが、環境性能・運転性などを重視したチューニングにより、最高出力は低下している。
スポーティモデルはグランツァという名称になり、3ドアにのみ設定された。4E-FE型エンジンを搭載した自然吸気（NA）仕様のグランツァSと、4E-FTE型エンジンを搭載したターボ仕様のグランツァVがラインナップされた。
ターボモデルは駆動系の保護と過度のホイールスピンを防いで安全性に配慮し、1速発進時に過給圧を抑える機構が追加されている。任意でブースト圧を低く設定できる「ローモード・スイッチ」は先代から引き継がれている。また、快適装備を省いたモータースポーツパッケージ (MSP) も用意された。
1997年、各社のレトロ調モデルの追加に合わせ、クラシック風のドレスアップモデルとして「カラット」が登場。なお、「カラット」に装着された専用のホイールキャップは後に、後継車であるヴィッツの初代モデルのクラシック仕様「クラヴィア」にも流用された。自然吸気エンジン全車に TDI (Toyota Direct Ignition System) を採用。上位モデルのルフレxは、内・外装デザイン以外の性能は自然吸気スポーツモデルのグランツァSと同等であった。
1998年1月、マイナーチェンジ。フロントバンパーとテールレンズの意匠変更とウインカーレンズのクリアレンズ化、およびルフレf、ルフレxのヘッドランプがマルチリフレクター化された。ルフレとカラットはカットレンズのままであった。（グランツァ系はマイナーチェンジ前からマルチリフレクターが採用されている）。プリテンショナー&フォースリミッター機構付シートベルトとブレーキアシストを標準装備し、さらなる安全性を高めた。同年10月に特別仕様車としてカジュアルRV（RV風）のリミックスもラインナップされ、バリエーションを拡充。
1999年1月13日、後継となるヴィッツが登場するが、本車種も併売される。
1999年7月、オーダーストップに伴い生産終了。以降は在庫対応分のみの対応となる。
1999年8月5日、ヴィッツに1.3L車が追加されたことに伴い販売終了。パブリカスターレット名義から通算して5代26年の歴史に幕を下ろすこととなった。

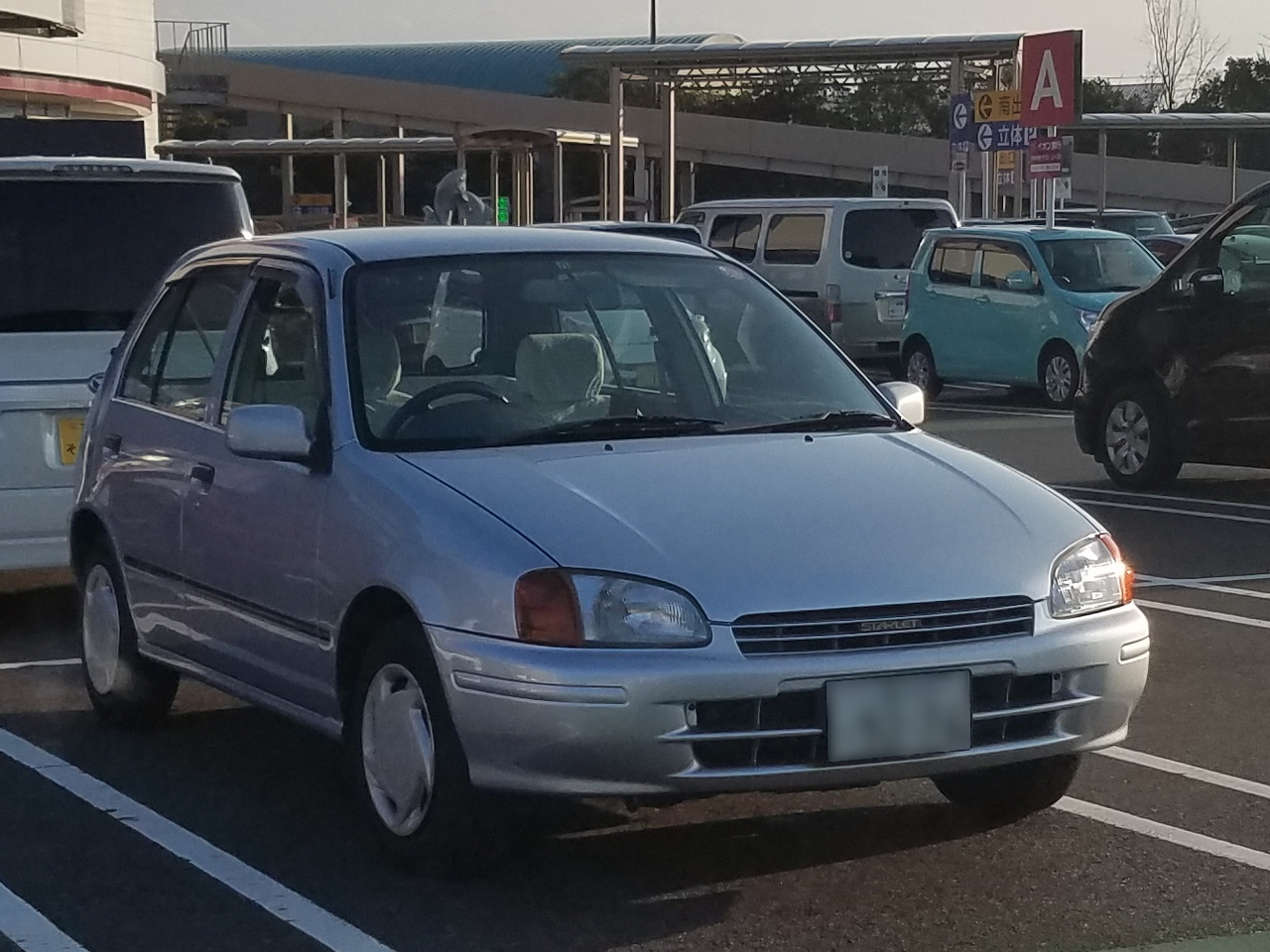
5ドアルフレX(前期型)
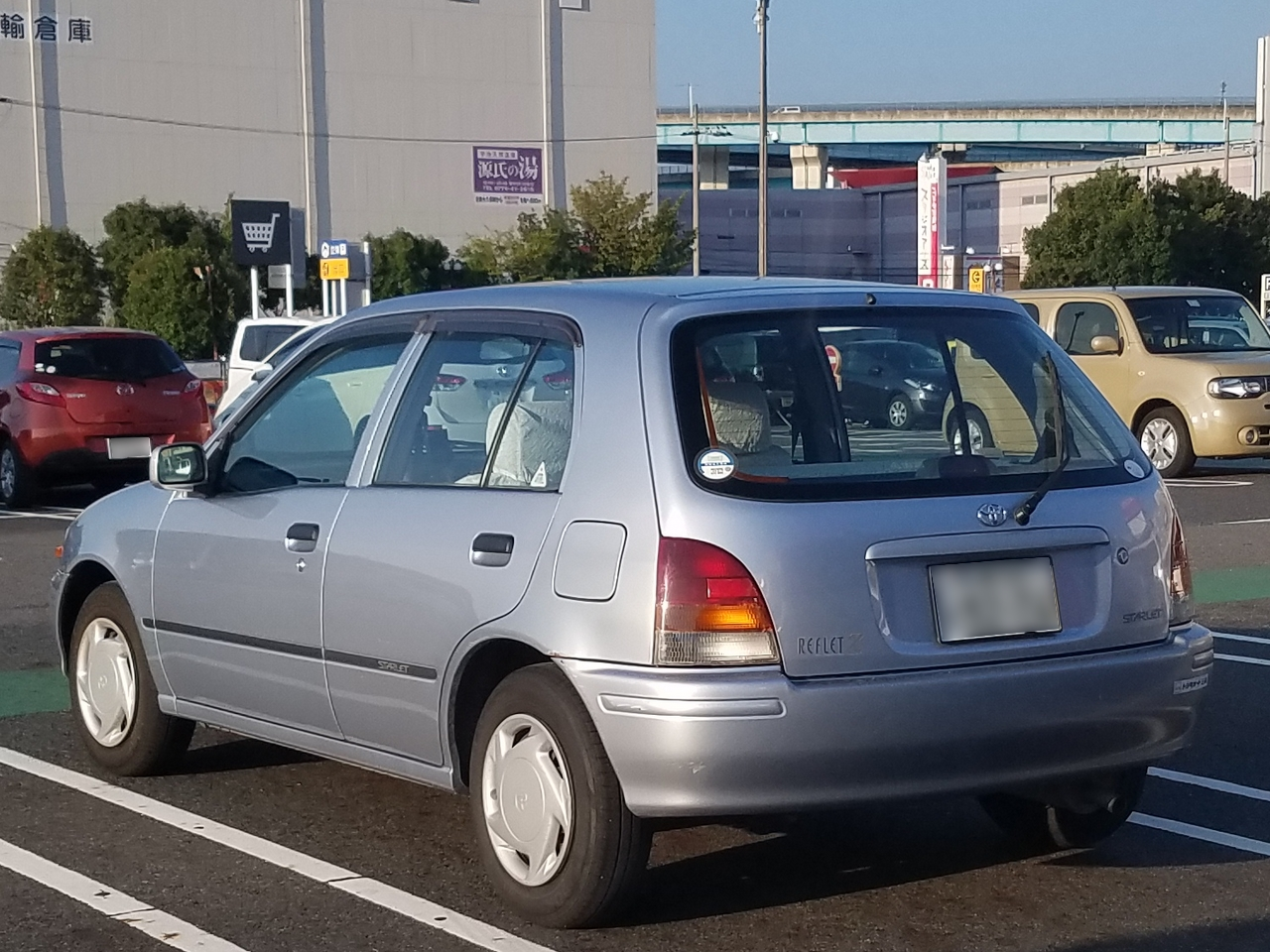
5ドアルフレX（後期型）
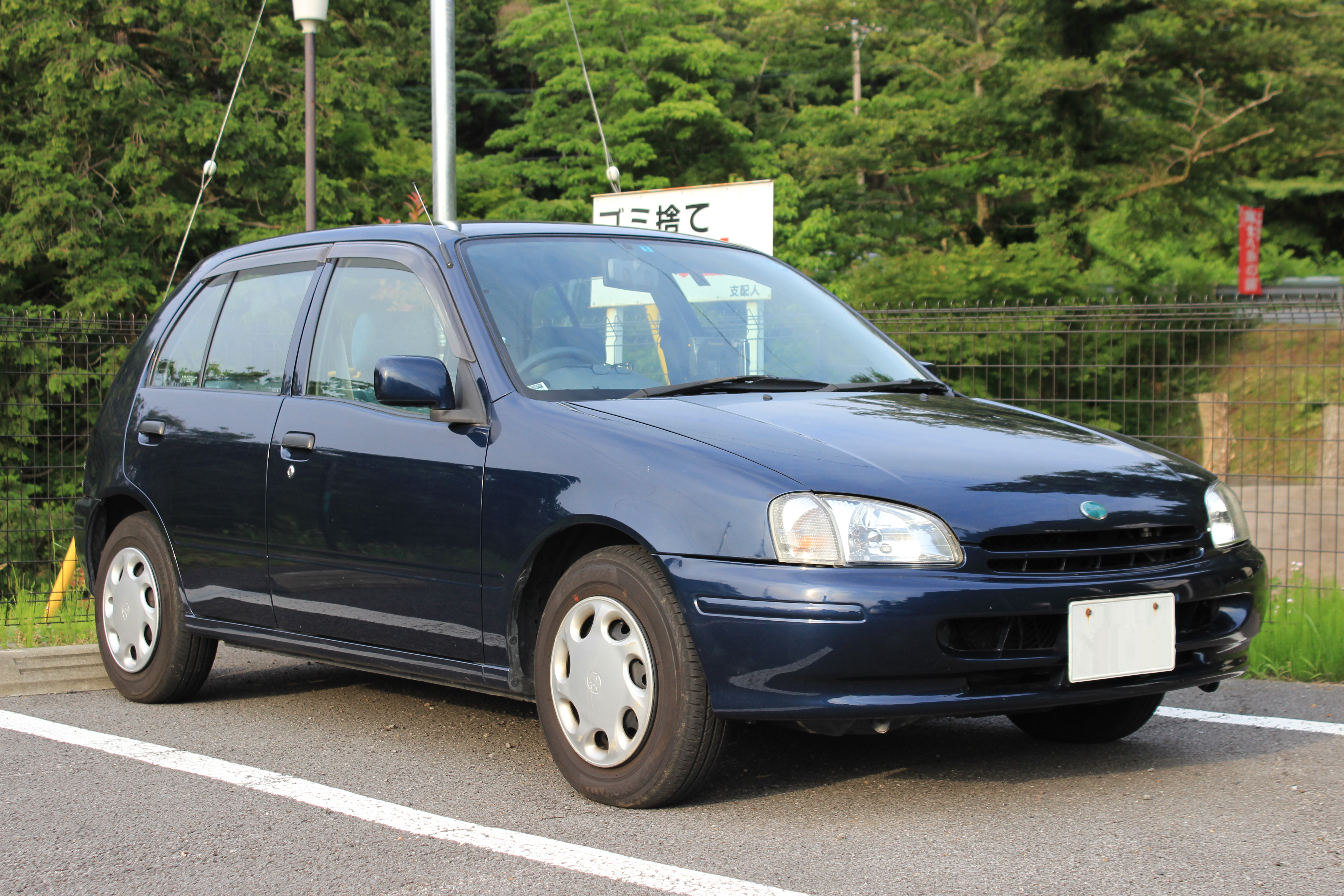
ルフレfリミテッド（後期型）
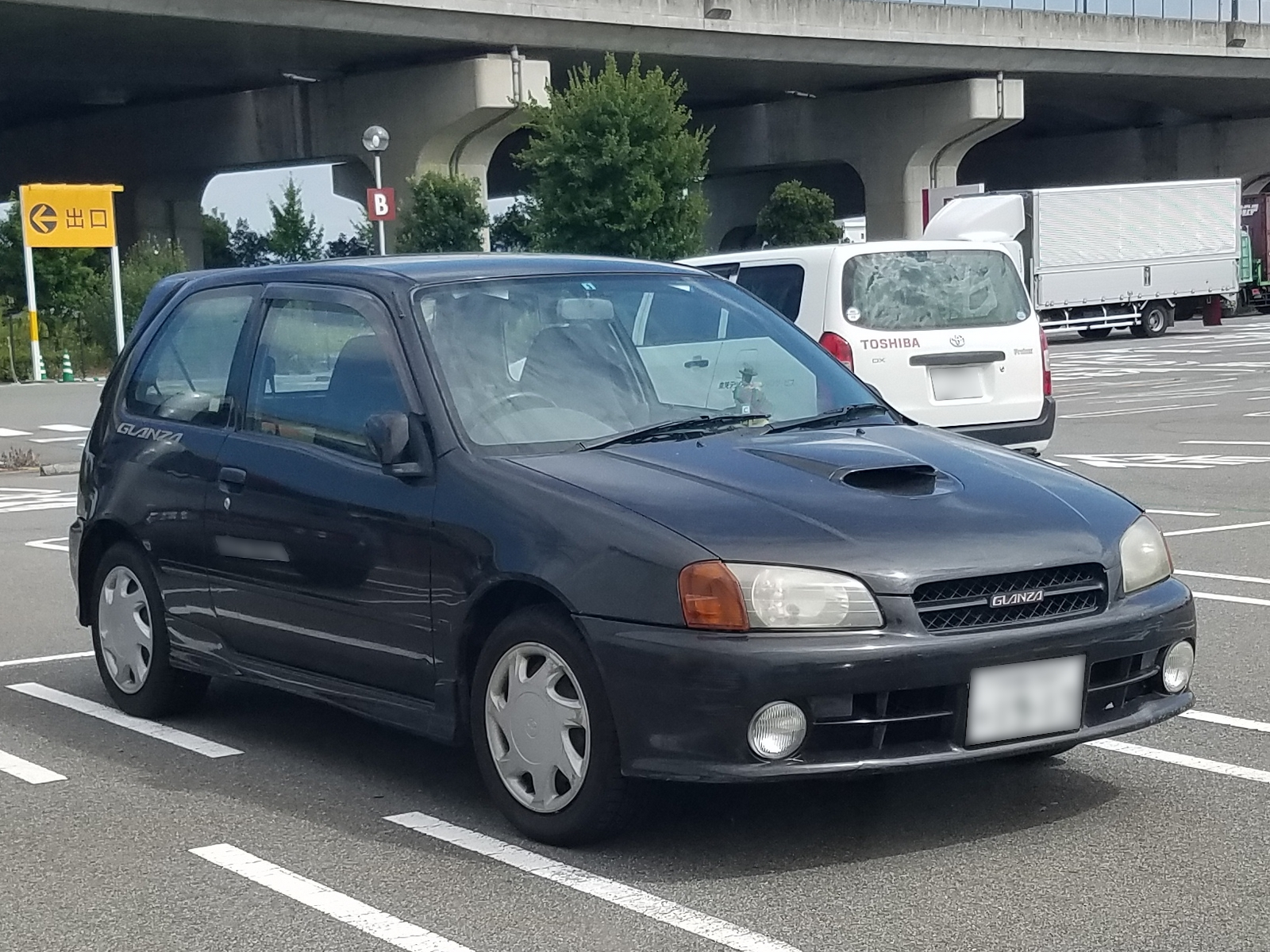
グランツァV（前期型）
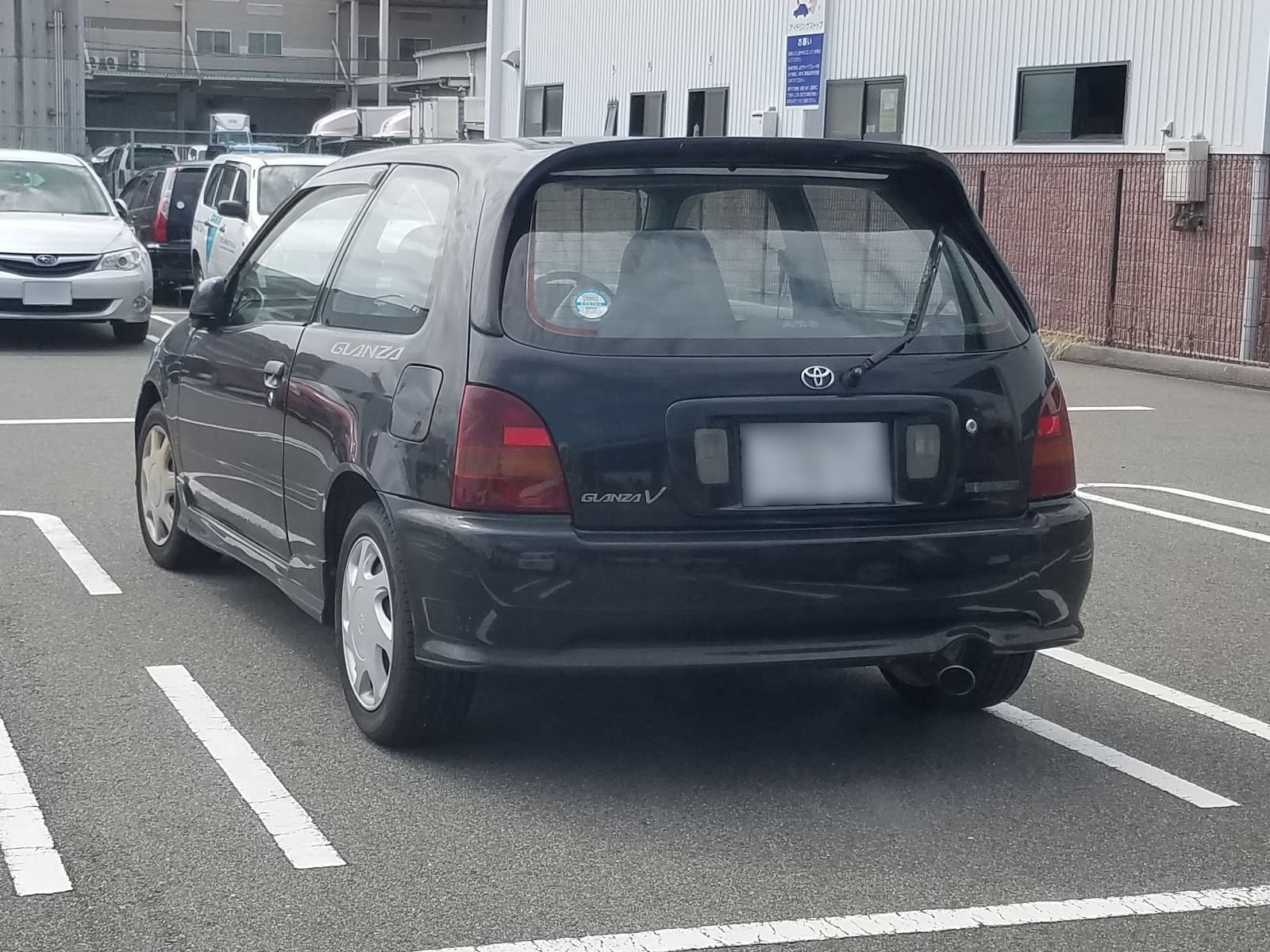
グランツァV（前期型）
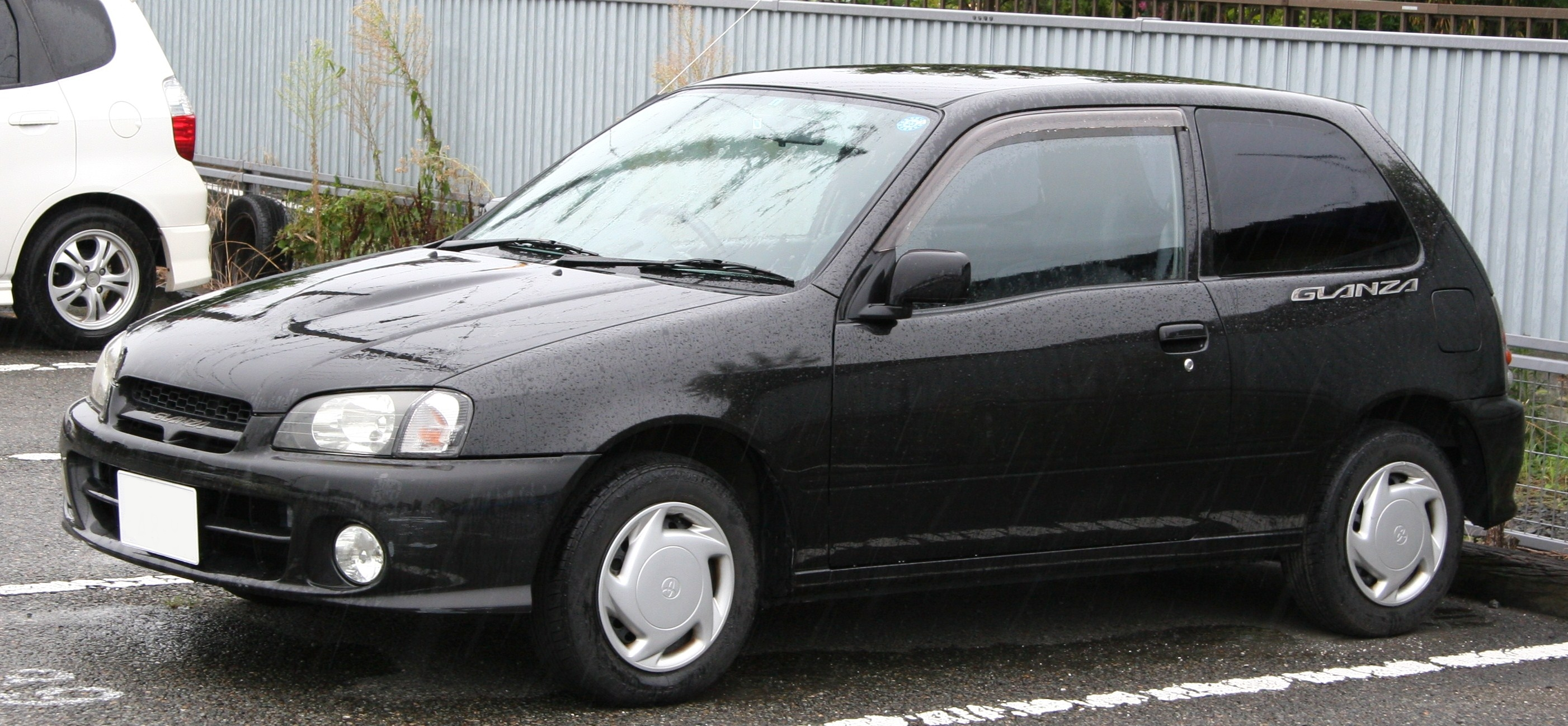
グランツァS（後期型）
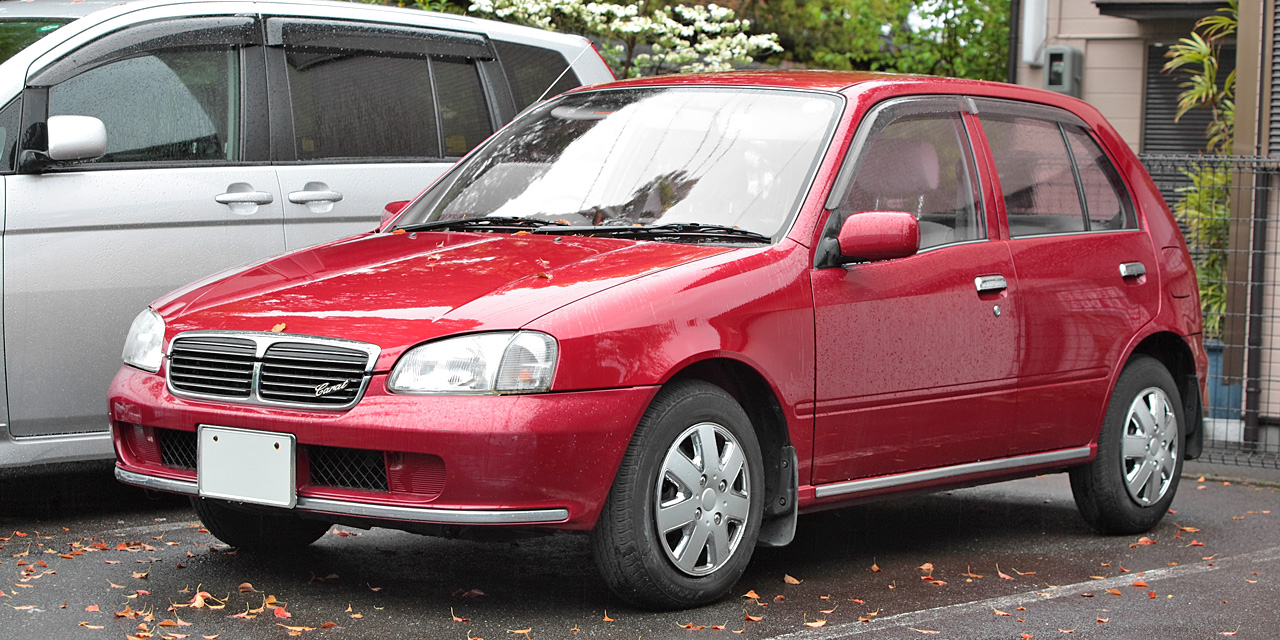
カラット（後期型）
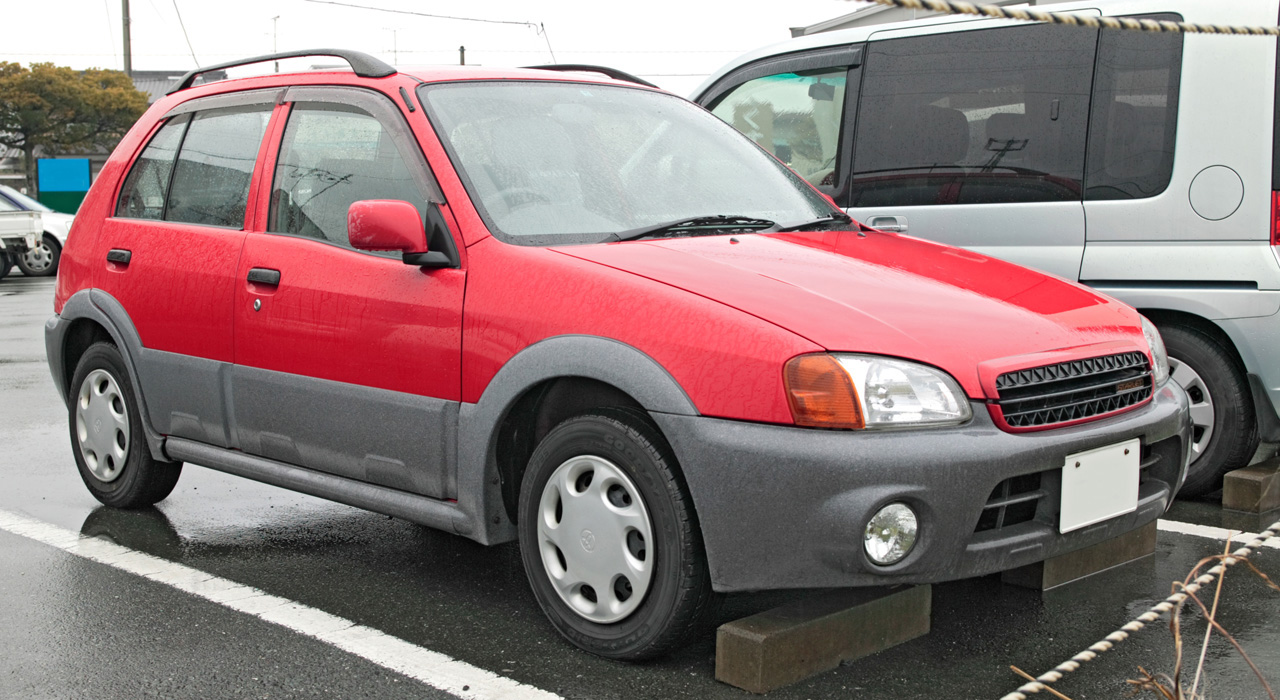
リミックス
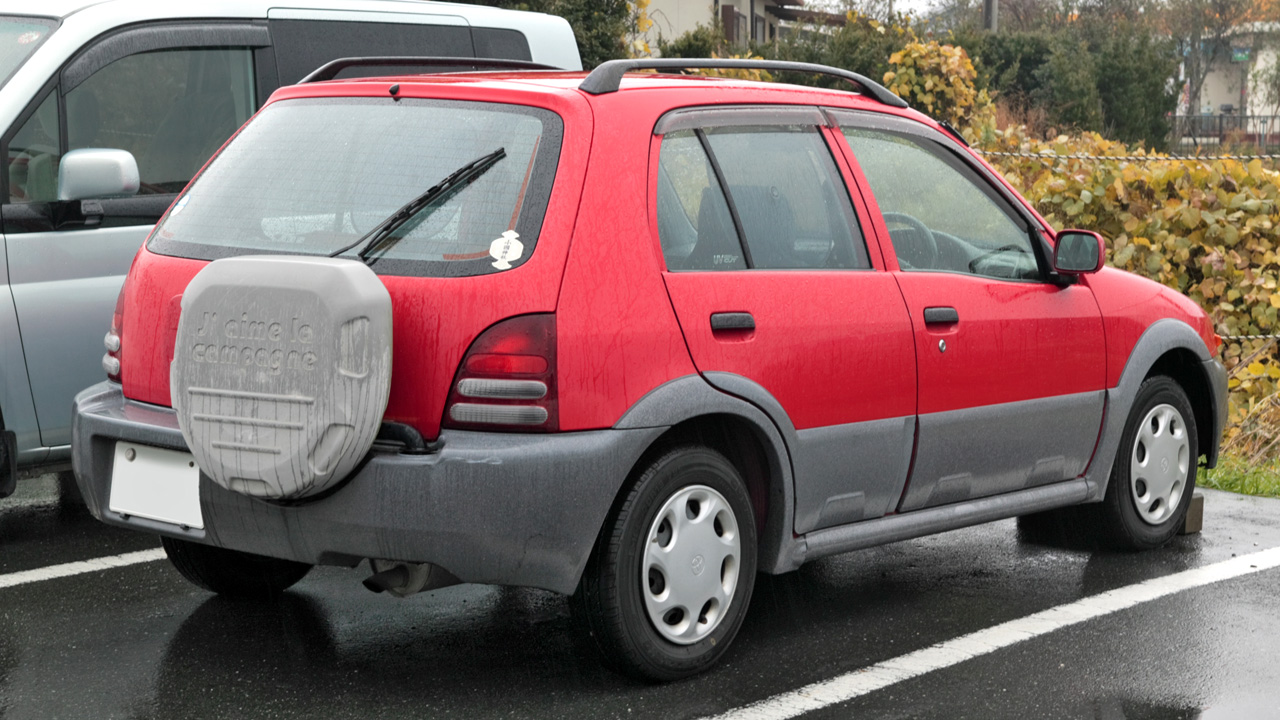
リミックス リア

## 6代目 K1##R型（2020年 - ）

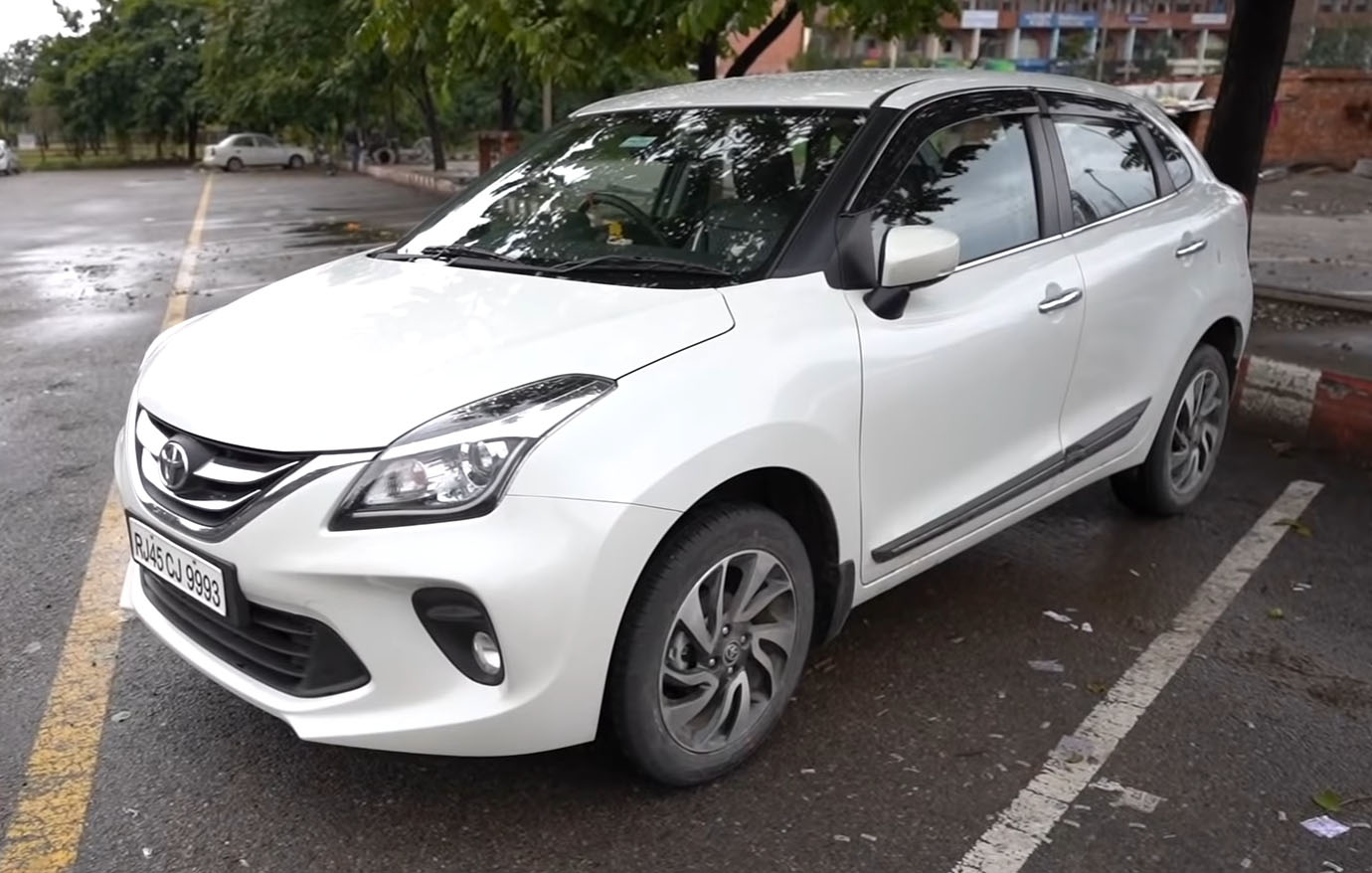
6代目スターレットの兄弟車であるグランツァ

トヨタ自動車とスズキの協業の一環として、スズキがインドで生産している「バレーノ」のOEM供給を受け、2020年9月にトヨタ自動車からアフリカでの営業業務の全面移管を受けた豊田通商がアフリカで「スターレット」として発売。同車種はインド市場において「グランツァ」の名称で販売されている（5代目のスポーツグレード名と同一）。
ボディサイズが全長3995mm×全幅1745mm×全高1470mmの5ドアハッチバックボディで、乗車定員は5名。搭載されるエンジンは1.4Lガソリンで、最高出力92馬力、最大トルク130Nmを発生。トランスミッションは4速ATと5速MTとなる。

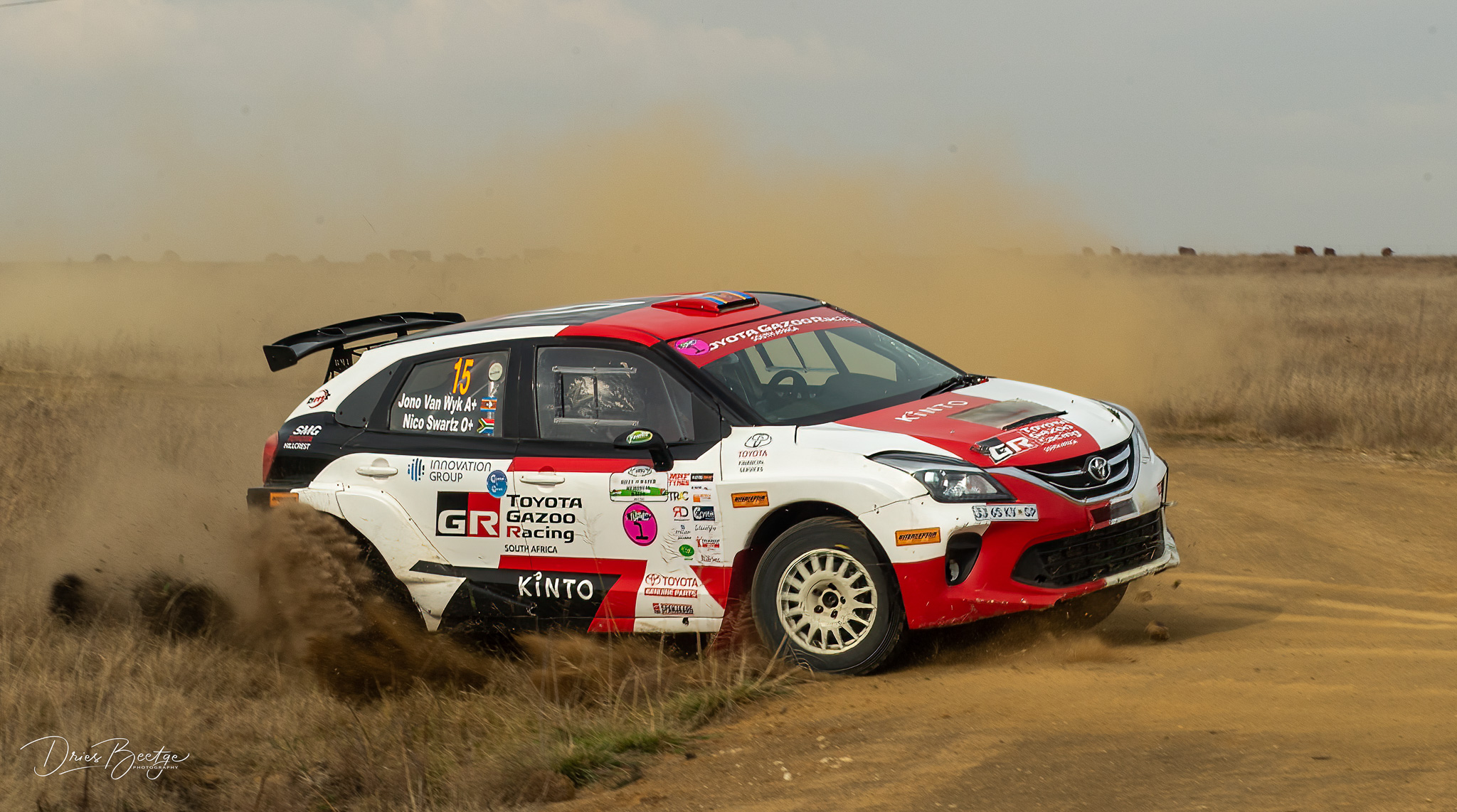
2020年南アフリカラリー選手権に参戦するスターレット

## 車両型式と姉妹車
型式表記はトヨタの通例どおりで、"KP##"、"EP##"などである。最初のアルファベットはエンジン型式、後のアルファベットの"P"は車種「スターレット」を意味する。"P"は初代モデルであるパブリカスターレット、および先代のパブリカから引き継いだもので、Pの型式は後継車種であるヤリス（2020年まではヴィッツ）にも引き継がれている。
トヨタ自動車は、スターレットとサスペンションやエンジン、トランスアクスルなどのパワートレインを共用し、型式が"L"でハッチバックが類似車であるターセル、コルサ、カローラIIが存在するが、スターレットは単独の型式"P"であり、姉妹車ではない。両系列ともに第2開発センターの車種であるが、開発チームも分かれている。なお、セラは3代目スターレットをベースにした車であり、足回りやシートが共通である。

## 車名の由来
- 小さくても輝いて欲しいと言う願いから 英語で「小さな星」の意味の名詞  「starlet」となった